# جزایر پنهو

نقشه جزایر پنهو به رنگ قرمز

جزایر پن هو (به لاتین: Penghu) یک مجمع‌الجزایر در تایوان است که در استان تایوان تایپه واقع شده‌است.

## خصوصیات
پنگهو ۱۴۱٫۰۵۲ کیلومترمربع مساحت و ۱۰۱٬۷۵۸ نفر جمعیت دارد.